# My Way Home
Cet article court présente un sujet plus développé dans : Trilogie Bill Douglas.
Pour plus de détails, voir Fiche technique et Distribution.
My Way Home est un film britannique réalisé par Bill Douglas, sorti en 1978. Il s'agit du troisième volet de l'ensemble de films couramment appelé Trilogie Bill Douglas.

## Synopsis
Alors qu'il est bon élève dans son orphelinat, le père de Jamie l'en retire et l'envoie à la mine. Il part ensuite accomplir son service militaire en Égypte où il fait la rencontre de Robert qui l'initie à la lecture, aux arts.

## Fiche technique
- Titre français : My Way Home
- Réalisation : Bill Douglas
- Scénario : Bill Douglas
- Pays d'origine : Royaume-Uni
- Format : Noir et blanc - 35 mm - Mono
- Genre : biographie, drame
- Durée : 71 minutes
- Date de sortie :
  -  Canada : 1978 (Festival international du film de Toronto)
  -  France : 31 juillet 2013

## Distribution
- Stephen Archibald : Jamie
- Paul Kermack : le père de Jamie
- Jessie Combe : la femme du père de Jamie
- William Carrol : Archie
- Lennox Milne : la grand-mère
- Gerald James : M. Bridge
- John Young : assistant vendeur
- Ian Spowart : écolier
- Joseph Blatchley : Robert
- Radir : garçon égyptien